# Pinguin-Diagramm

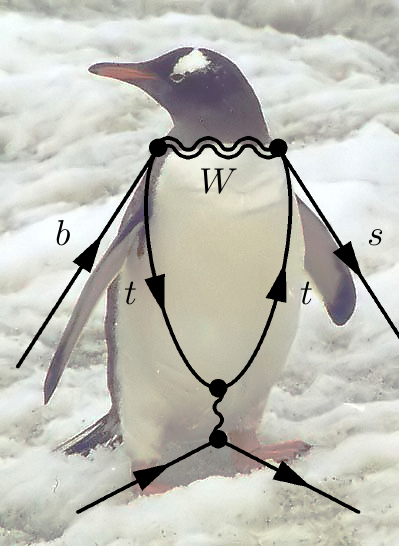
Beispiel eines Pinguin-Diagramms. Eingezeichnet ist ein einlaufendes Bottom-Quark (b) und auslaufendes Strange-Quark (s), in der Schleife ein Top-Quark (t) sowie ein W-Boson. Die Wechselwirkung unten ist ein Photonenaustausch mit einem weiteren Quark bzw. Paarerzeugung über ein virtuelles Photon. Es gibt auch Pinguin-Diagramme mit einem Z^{0} oder einem Gluon anstelle eines Photons.

Als Pinguin-Diagramm wird eine spezielle Klasse von Feynman-Diagrammen bezeichnet, die mit etwas gutem Willen die Form eines Pinguins haben (siehe Grafik). Solche Diagramme werden in der Teilchenphysik benutzt, um die verschiedensten Umwandlungsprozesse von Elementarteilchen zu beschreiben, insbesondere der Zerfall der B-Mesonen.

## Beschreibung
Quarks können sich nur über die Kopplung an ein W-Boson in Quarks mit anderem Flavour umwandeln. Da W-Bosonen elektrisch geladen sind, muss sich dabei die elektrische Ladung des Quarks um ±1 ändern. Wenn sich ein b-Quark durch Emission eines virtuellen W−-Bosons in ein leichteres Quark umwandelt, entsteht ein c-Quark oder (weitaus seltener) ein u-Quark. Beim Zerfall eines B-Mesons, das aus einem b-(Anti-)Quark und einem leichten (Anti-)quark (u oder d) besteht, entsteht daher in den meisten Fällen ein D-Meson, das ein c-(Anti-)Quark und ein leichtes (Anti-)Quark enthält.
In sehr seltenen Fällen tritt beim Zerfall eines B-Mesons ein K-Meson auf, das aus einem s-(Anti-)Quark und einem leichten (Anti-)Quark besteht. Dies lässt sich nicht durch den einfachen Zerfall eines b-Quarks erklären, wohl aber durch einen Prozess höherer Ordnung, der durch ein Pinguin-Diagramm beschrieben wird. Hierbei wird ein virtuelles W-Boson emittiert und wieder absorbiert, ferner ist ein virtuelles „up-artiges“ Quark (Quark mit elektrischer Ladung +2⁄3) involviert. Auf diese Weise kann sich das b-Quark in ein s-Quark umwandeln.
Das virtuelle „up-artige“ Quark kann auch ein Top-Quark sein und ist es aus kinematischen Gründen auch zum überwiegenden Teil. Dies ist wichtig beispielsweise für Untersuchung der CP-Verletzung, da sie im Standardmodell der Teilchenphysik durch das Vorkommen einer imaginären Phase im CKM-Matrixelement des Top-Quarks erklärt werden kann.
Es gibt verschiedene „Pinguin“-Arten. Wird beim Zerfall eines B-Mesons ein virtuelles Gluon abgestrahlt, spricht man von einem QCD-Pinguin. Wird stattdessen ein Photon oder Z0 abgestrahlt, handelt es sich um einen elektroschwachen Pinguin. Das abgestrahlte Photon kann auch reell sein: So wurde der Zerfall B → K*γ beobachtet (K* steht hier für verschiedene angeregte K-Meson-Zustände).

## Experimentelle Beobachtung
Im Jahr 1993 wurde am Teilchendetektor CLEO-II des Cornell Electron Storage Ring der Cornell-Universität in Ithaca zum ersten Mal ein B-Mesonen-Zerfall, der einen „Pinguin“ beinhaltet, in einem Teilchenbeschleuniger beobachtet.

## Namensgebung
Der Name des Diagramms geht auf den britischen theoretischen Physiker John Ellis zurück. Nach seiner eigenen Schilderung vereinbarte er eine Wette, dass er, wenn er beim Dartspiel verlieren würde, in seiner nächsten Fachveröffentlichung das Wort „Pinguin“ verwenden müsste. Ellis verlor die Wette und nannte in der Veröffentlichung, an der er gerade arbeitete, das Diagramm „Pinguin-Diagramm“. Das erste solche Diagramm stammte von Arkady Vainshtein, Walentin Iwanowitsch Sacharow und Michail Schifman.